# Jan Birtus
Jan Birtus (zm. 20 grudnia 1863 w Łodzi) – dowódca partii powstańczej z 1863 roku.
Pochodził z protestanckiej rodziny osiadłej w Hołosku pod Lwowem. Służył w armii austriackiej, w której osiągnął stopień kapitana. Z początkiem grudnia 1863 roku pojawił się w okolicach Sieradza, gdzie wspólnie z Żuawem, dowodził oddziałem powstańczej jazdy (żandarmów narodowych) złożonym z 62 jeźdźców. 4 grudnia 1863 roku oddział stoczył walkę z Rosjanami na polach pomiędzy Kłoniszewem a Jeżewem. Jan Birtus z połową ludzi osłaniał odwrót. Po obu stronach byli zabici i ranni. Ranny Jan Birtus dostał się do niewoli i z rozkazu ppłk. Aleksandra von Broemsena - naczelnika wojennego Łodzi - został stracony. Alfons Parczewski napisał o nim:
Birtus, dziwnie sympatyczny mężczyzna w okularach (...) Ruszył w drogę i wkrótce dowiedzieliśmy się, że w odległości jakieś 15 km od Wodzierad (...) jego oddział został rozbity. Birtus, wzięty do niewoli, prawie natychmiast w Łodzi rozstrzelany. Był Ślązakiem z Księstwa Cieszyńskiego, prawdopodobnie pochodził z Jabłonkowa, gdyż w wiele późniejszych latach podczas wędrówki po Księstwie Cieszyńskim zobaczyłem w Jabłonkowie na szyldach kupieckich liczne nazwiska Birtusów...

## Literatura
- A. Parczewski, Powstanie styczniowe w okolicach Łodzi, [w:] Rocznik Oddz. Łódzkiego PTH, 1929-1930,
- J. Sokulski, Birtus Jan, w: Polski Słownik Biograficzny, t.II/1, Kraków 1936, s. 107.
- Z. Kolumna (właśc. Aleksander Nowolecki), Pamiątka dla rodzin polskich. Krótkie wiadomości o straconych na rusztowaniach, rozstrzelanych, poległych i zmarłych na wygnaniu syberyjskim i tułactwie ofiar 1861–1866 roku, cz. 1, Kraków 1868, s. 20 (tu, data stracenia 8 XII 1863 r. według kalendarza juliańskiego)  zob..